# RSO
A Robert Stigwood Organisation (RSO) é uma organização e um selo dos discos que Robert Stigwood lançou nos anos da década de 1970, com diversas de suas produções. Entre os artistas que trabalharam com a RSO, incluem-se: Mick Jagger, Rod Stewart, David Bowie e outros. A RSO também funcionou como agência administradora para vários artistas, incluindo: Bee Gees; Eric Clapton e outros.
Em 1981, com muitas dívidas, Stigwood saiu do controle da empresa, sendo ela incorporada à Polygram, atual Universal Music Group.